# Phelotrupes smetanai
Phelotrupes smetanai är en skalbaggsart som beskrevs av Kral, Karl Franz Josef Malý och Schneider 2001. Phelotrupes smetanai ingår i släktet Phelotrupes och familjen tordyvlar. Inga underarter finns listade i Catalogue of Life.